# 15 février aux Jeux olympiques de 2006
Le mardi 15 février aux Jeux olympiques d'hiver de 2006 est le cinquième jour de compétition.

## Programme
- 09h00 : Curling (H) : phase préliminaire (4e session)
  -  Finlande 7-5  Nouvelle-Zélande
  -  Suède 4-9  Norvège
  -  Canada 9-5  Royaume-Uni
- 10h30 : Combiné nordique (H) : par équipe ; saut à ski, grand tremplin (k125) ; 1re manche épreuve reportée en raison des mauvaises conditions météo. Plusieurs équipes avaient effectué leur premier saut quand l'épreuve fut reportée. Les premiers sauts déjà réalisés sont annulés. Après réflexion, le jury valide finalement les sauts déjà effectués.
- 11h35 : Hockey sur glace (H) : Préliminaire groupe B ;  Kazakhstan 2-7  Suède
- 11h35 : Combiné nordique (H) : par équipe ; saut à ski, grand tremplin (k125) ; 2e manche épreuve reportée en raison des mauvaises conditions météo
- 12h00 : Ski alpin (F) : Descente
- 13h05 : Hockey sur glace (H) : Préliminaire groupe B ;  Italie 2-7  Canada
- 14h00 : Curling (F) : phase préliminaire (4e session)
  -  Italie 6-4  Russie
  -  Suède 8-6  Royaume-Uni
  -  Japon 4-9  Norvège
  -  Danemark 3-8  États-Unis
- 14h00 : Ski acrobatique (H) : Bosses ; qualifications
- 15h00 : Combiné nordique (H) : par équipe ; ski de fond, 4 × 5 km épreuve reportée en raison des mauvaises conditions météo
- 15h35 : Hockey sur glace (H) : Préliminaire groupe A ;  Suisse 0-5  Finlande
- 16h00 : Luge (H) : Double ; 1re manche
- 17h00 : Patinage de vitesse (F) : poursuite par équipe ; préliminaires
- 17h05 : Hockey sur glace (H) : Préliminaire groupe A ;  Allemagne 1-4  République tchèque
- 17h20 : Luge (H) : Double ; 2e manche
- 17h30 : Ski acrobatique (H) : Bosses ; finale
- 17h30 : Patinage de vitesse (H) : poursuite par équipe ; préliminaires
- 18h20 : Patinage de vitesse (F) : poursuite par équipe ; quarts de finale
- 18h50 : Patinage de vitesse (H) : poursuite par équipe ; quarts de finale
- 19h00 : Curling (H) : phase préliminaire (5e session)
  -  Italie 6-5  États-Unis
  -  Norvège 3-6  Royaume-Uni
  -  Canada 7-5  Suisse
  -  Allemagne 5-2  Finlande
- 19h30 : Short-track (F) : 500 m ; quarts de finale
- 19h55 : Short-track (H) : 1000 m ; préliminaires
- 20h05 : Hockey sur glace (H) : Préliminaire groupe B ;  Russie 3-5  Slovaquie
- 20h45 : Short-track (F) : 500 m ; demi-finales
- 21h05 : Hockey sur glace (H) : Préliminaire groupe B ;  Lettonie 3-3  États-Unis
- 21h05 : Short-track (H) : relais 5000 m ; demi-finales
- 21h40 : Short-track (F) : 500 m ; finale

(H) : Hommes ; (F) : Femmes ; (M) : Mixte
L'heure utilisée est l'heure de Turin : UTC+01 heure ; la même utilisée à Bruxelles, Genève et Paris.

## Finales

### Ski alpin - Descente F
| Place | Nation     | Athlète               | Temps         |
| ----- | ---------- | --------------------- | ------------- |
| 1er   | Autriche   | Michaela Dorfmeister  | 1 min 56 s 49 |
| 2e    | Suisse     | Martina Schild        | 1 min 56 s 86 |
| 3e    | Suède      | Anja Pärson           | 1 min 57 s 13 |
| 4e    | Autriche   | Renate Götschl        | 1 min 57 s 20 |
| 5e    | Suisse     | Nadia Styger          | 1 min 57 s 62 |
| 6e    | Allemagne  | Petra Haltmayr        | 1 min 57 s 69 |
| 7e    | États-Unis | Julia Mancuso         | 1 min 57 s 71 |
| 8e    | Autriche   | Alexandra Meissnitzer | 1 min 57 s 78 |

### Ski acrobatique - Bosses H
| Place | Nation     | Athlète           | Points  |
| ----- | ---------- | ----------------- | ------- |
| 1er   | Australie  | Dale Begg-Smith   | 26 s 77 |
| 2e    | Finlande   | Mikko Ronkainen   | 26 s 62 |
| 3e    | États-Unis | Toby Dawson       | 26 s 30 |
| 4e    | Canada     | Marc-André Moreau | 25 s 62 |
| 5e    | Suède      | Jesper Björnlund  | 25 s 21 |
| 6e    | États-Unis | Jeremy Bloom      | 25 s 17 |
| 7e    | États-Unis | Travis Mayer      | 24 s 91 |
| 8e    | Finlande   | Juuso Lahtela     | 24 s 42 |

### Luge - Double H
| Place | Nation     | Athlète                                     | Temps          |
| ----- | ---------- | ------------------------------------------- | -------------- |
| 1er   | Autriche   | Andreas Linger / Wolfgang Linger            | 1 min 34 s 497 |
| 2e    | Allemagne  | André Florschütz / Torsten Wustlich         | 1 min 34 s 807 |
| 3e    | Italie     | Gerhard Plankensteiner / Oswald Haselrieder | 1 min 34 s 930 |
| 4e    | Autriche   | Tobias Schiegl / Markus Schiegl             | 1 min 34 s 951 |
| 5e    | Italie     | Christian Oberstolz / Patrick Gruber        | 1 min 34 s 956 |
| 6e    | Allemagne  | Patric Leitner / Alexander Resch            | 1 min 34 s 960 |
| 7e    | Lettonie   | Andris Sics / Juris Sics                    | 1 min 35 s 114 |
| 8e    | États-Unis | Preston Griffall / Dan Joye                 | 1 min 35 s 410 |

### Short-track – 500 m F
| Place | Nation             | Athlète               | Temps    |
| ----- | ------------------ | --------------------- | -------- |
| 1er   | Chine              | Wang Meng             | 44 s 345 |
| 2e    | Bulgarie           | Evgenia Radanova      | 44 s 374 |
| 3e    | Canada             | Anouk Leblanc-Boucher | 44 s 759 |
| 4e    | Canada             | Kalyna Roberge        | 46 s 605 |
| 5e    | Italie             | Marta Capurso         | 46 s 899 |
| 6e    | République tchèque | Katerina Nowotna      | 55 s 378 |
| 7e    | États-Unis         | Allison Baver         | 55 s 689 |
| DSQ   | Chine              | Fu Tianyu             | -        |

## Médailles du jour
| Rang | Nations    | Médaille d'or, Jeux olympiques | Médaille d'argent, Jeux olympiques | Médaille de bronze, Jeux olympiques | Total |
| ---- | ---------- | ------------------------------ | ---------------------------------- | ----------------------------------- | ----- |
| 1er  | Autriche   | 2                              | 0                                  | 0                                   | 2     |
| 2e   | Australie  | 1                              | 0                                  | 0                                   | 1     |
| -    | Chine      | 1                              | 0                                  | 0                                   | 1     |
| 4e   | Allemagne  | 0                              | 1                                  | 0                                   | 1     |
| -    | Bulgarie   | 0                              | 1                                  | 0                                   | 1     |
| -    | Finlande   | 0                              | 1                                  | 0                                   | 1     |
| -    | Suisse     | 0                              | 1                                  | 0                                   | 1     |
| 8e   | Canada     | 0                              | 0                                  | 1                                   | 1     |
| -    | États-Unis | 0                              | 0                                  | 1                                   | 1     |
| -    | Italie     | 0                              | 0                                  | 1                                   | 1     |
| -    | Suède      | 0                              | 0                                  | 1                                   | 1     |